# 金·沃克
金·沃克（英語：Kim Walker，1975年12月14日—），澳大利亚女子曲棍球运动员。她曾代表澳大利亚参加2006年英联邦运动会曲棍球比赛，获得一枚金牌。她也曾参加2008年夏季奥运会。